# Telkwice
Telkwice (deutsch Telkwitz) ist eine Ortschaft in der Landgemeinde (Gmina) Stary Targ (Altmark) im Powiat Sztumski (Stuhmer Kreis) der polnischen Woiwodschaft Pommern.

## Geographische Lage
Das Dorf liegt im ehemaligen Westpreußen, etwa 14 Kilometer nordöstlich von Stuhm (Sztum), 16 Kilometer südöstlich von Marienburg (Malbork) und sechs Kilometer nordnordöstlich von Altmark (Stary Targ).

## Geschichte

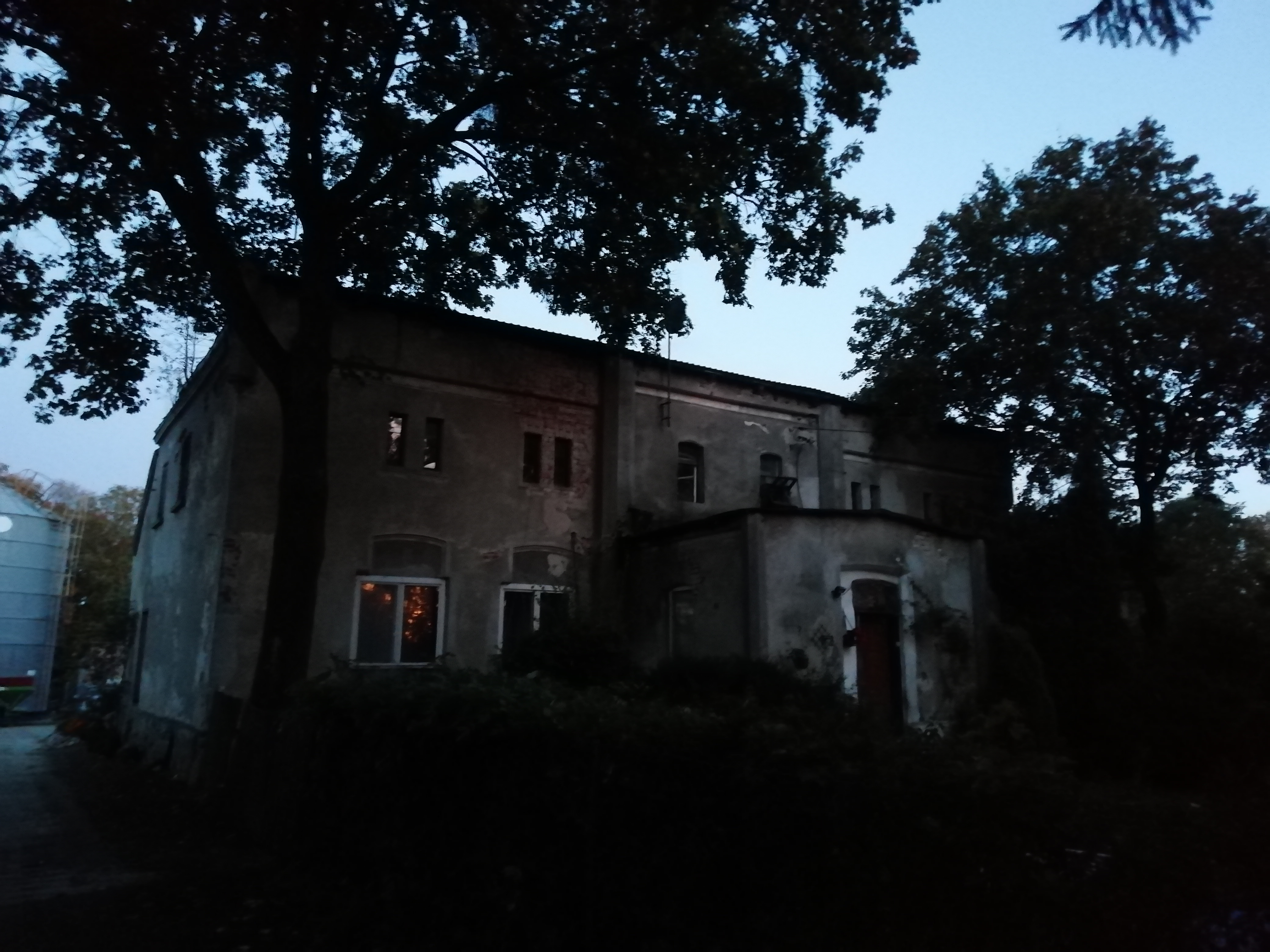
Landwirtschaftliches Gehöft (Oktober 2019)

Ältere Ortsbezeichnungen sind Azmiten (1303), Tulkoyledorf (1437) und Telkwitz (1658). Nach einer zur Ordenszeit zu Christburg 1303 ausgestellten Handfeste erhielten Bute und Tylkoite, beide Nachkommen des Preußen Kropolto, erblich die Dörfer Rudithen (Buchwalde), Azmiten (Telkwitz) und das Feld Woze. Die Abkömmlinge des Bute benannten sich später nach dem Hauptgut Buchwalde. 1554 wurden dem Michael von Buchwalde die Buchwaldeschen Güter abgenommen und dem Fritz Lockau, Hauptmann von Sehesten, zugeteilt, als Ersatz für dasjenige, was er im Interesse des Ordens eingebüßt hatte. Die Familie dieses Lockau oder Luckau legte sich später den Familiennamen Loka zu.
Seit Ende des 16. Jahrhunderts fanden mehrere Besitzerwechsel statt; 1742 besitzt die Güter ein Unruh, 1772 der Kammerherr Mattzhias Grąbczewaki, 1804 ein Donimirski.
Theodor von Donimirski (1805–1886) war Besitzer des Rittergutes und Mitglied des Reichstages.
Besitzer des Ritterguts Telkwitz um 1896 war Joh. von Donimirski, der es an Ferdinand Mahlau verpachtet hatte.
Am 1. April 1927 hatte der Gutsbezirk Telkwitz eine Flächengröße von 232 Hektar.
Am 30. September 1928 wurde der Gutsbezirk Telkwitz mit den Gutsbezirken Buchwalde, Choyten (seit 1929 Koiten) und Trankwitz, sämtlich Kreis Stuhm, zur neuen Landgemeinde Trankwitz zusammengeschlossen.

### Demographie
| Jahr | Einwohner | Anmerkungen                                                                                                 |
| ---- | --------- | --- |
| 1783 | –         | adliges Gut und Krug, acht Feuerstellen (Haushaltungen), in Westpreußen                                     |
| 1818 | 53        | sechs adlige Feuerstellen (Haushaltungen)                                                                   |
| 1852 | 72        | Vorwerk |
| 1864 | 76        | Rittergut, darunter eine evangelische Person und 75 Katholiken                                              |
| 1885 | 90        | Gutsbezirk, am 1. Dezember, darunter sechs Evangelische, 83 Katholiken und eine sonstige christliche Person |
| 1910 | 92        | Gutsbezirk, am 1. Dezember, sämtlich Katholiken; 90 Personen mit polnischer Muttersprache                   |
| 1925 | 83        | Gutsbezirk, am 16. Juni                                                                                     |

## Kirche
Die Protestanten der hier bis 1945 anwesenden Dorfbevölkerung gehörten zur evangelischen Pfarrei Stalle.